# رواتان
رواتان هي جزيرة تقع في البحر الكاريبي، تبعد حوالي 65 كم عن الساحل الشمالي لدولة هندوراس وهي أكبر جزر إدارة جزر الخليج.